# Krzysztof Brzozowski
Pour les articles homonymes, voir Brzozowski.
Krzysztof Brzozowski (né le 15 juillet 1993 à Katowice) est un athlète polonais, spécialiste du lancer du poids.

## Biographie
En 2011, Krzysztof Brzozowski s'impose lors des Championnats d'Europe juniors, avec un jet à 20,92 m. Il devance l'Italien Daniele Secci et l'Allemand Christian Jagusch.
Aux championnats du monde juniors 2012, il remporte la médaille d'argent avec 21,78 m, derrière le Néo-zélandais Jacko Gill.

### Palmarès
| Date | Compétition                    | Lieu       | Résultat | Performance |
| ---- | ------------------------------ | ---------- | -------- | ----------- |
| 2009 | Championnats du monde jeunesse | Bressanone | 2e       | 20,89 m     |
| 2010 | Jeux olympiques de la jeunesse | Singapour  | 1er      | 23,23 m     |
| 2011 | Championnats d'Europe juniors  | Tallinn    | 1er      | 20,92 m     |
| 2012 | Championnats du monde juniors  | Barcelone  | 2e       | 21,78 m     |

### Records
| Épreuve         | Épreuve      | Performance | Lieu      | Date            |
| --------------- | ------------ | ----------- | --------- | --------------- |
| Lancer du poids | En plein air | 19,63 m     | Sosnowiec | 19 mai 2012     |
| Lancer du poids | En salle     | 18,90 m     | Spała     | 25 février 2012 |